# Малюк і Карлсон
«Малюк і Карлсон» — радянський мальований мультиплікаційний фільм. Екранізація за мотивами першої частини однойменної казкової трилогії Астрід Ліндгрен. Один із найпопулярніших мультфільмів режисера Бориса Степанцова. Перше застосування ксерографії у радянській мультиплікації.
У 1970 році вийшло продовження — «Карлсон повернувся».

## Сюжет
Малюк, що прогулюється вулицею, помічає самотнього цуцика і знайомиться з ним. Раптом цуценя примусово кличе хлопчик із ціпком, його господар. Не витримавши такого приниження, Малюк провокує конфлікт між собою та хлопцем. Але перемогу здобуває хлопчик з ціпком, поставивши Малюку значний фінгал.
Після такого інциденту мати відчитує Малюка, говорячи, що будь-яку суперечку можна вирішити словами. Від образи Малий сказав, що він не має нікого, навіть собаки, і пішов до себе в кімнату. Від нудьги він сів на підвіконня і скинув з нього свого плюшевого ведмедя. Навіть катати вантажівку йому набридло. Якраз у цей час Малюк почув торохтіння пропелера: до нього прилетів Карлсон. Він просить у Малюка дозволу сісти на підвіконня, бо у нього (за його словами) слабшає мотор. Далі Карлсон сідає поряд з Малюком і знайомиться з ним, причому перед бесідою він викинув плюшевого ведмедя у вікно. Раптом після розмови в нього зламався мотор, і він попросив у Малюка малинового варення. Малюк дає Карлсону варення, і від нього двигун знову почав працювати. Тепер Карлсон почав пустувати в кімнаті Малюка. Спочатку він взяв коня і прикинувся вершником. Тепер він стрибає на м'ячі, але той лопається, внаслідок чого Карлсон повис на люстрі. Малюк попередив Карлсона про те, що зараз люстра впаде. Не витримавши ваги, люстра зірвалася зі стелі і розбилася. Малому навіть стало цікаво, що скаже мама, але Карлсон вважає, що це житейська буденщина, і пообіцяв видати йому наступного дня десять тисяч люстр. Карлсон запропонував Малюку побешкетувати, але той відмовився, боячись, що на нього тато розсердиться. Тоді Карлсон відлітає.
Раптом у кімнату Маля заходять мама, тато, Буссе та Бетан. Малюк їх заспокоює, кажучи: «Спокійно, тільки спокійно!». Тато тривожно питає: "А що тут трапилося? ", На що Малюк відповідає, що це життєва справа, за що його ставлять у куток. Малюк говорить про те, що пообіцяв Карлсон, але Буссе та тато сказали, що за свої вчинки треба відповідати і не звалювати свою провину на інших. Нарешті, тато, Буссе та Бетан йдуть у кіно. По дорозі Бусс трохи подразнив Малюка. Далі починається розмова про стару дружину Буссе. Малюк відмовляється від старої дружини Буссе, і мама його підтримує. Потім, коли мама пішла, зненацька з вітальні долинає голос Карлсона: «Спокійно, тільки спокійно!». Малюк, відреагувавши на голос Карлсона, зрадів і побіг у вітальню. А там Карлсон почав їсти варення. Малюк хотів перешкодити, але Карлсон сказав, що він найхворіша людина, і ліг у крісло. Малюк торкнувся чола Карлсона і зрозумів, що насправді він не хворий. Через це починається суперечка, після якої Карлсон запланував летіти до нього. А на додачу він наказав взяти малинове варення та цукерки.
Карлсон повіз Малюка разом з цукерками і варенням до себе додому, причому перед цим Малюк залишив батькам записку «Я нагорі у Карлсона, який живе на даху» з деякими помилками. По дорозі Карлсон думає, що Малюк забув варення та цукерки, і в паніці кричить йому, але Малюк нічого не забув і каже, що все взяв.
Тільки но Малюк і Карлсон прилетіли, останній, випивши всю воду з чайника, одягає на себе хустку і прикидається хворим. Малюк «лікує» Карлсона варенням. Він запропонував йому одну ложку, але той, скривившись, не приймає її (мабуть, цього мало для нього). Потім взяв у Малюка з рук банку і «випив» весь вміст. Йому це «допомагає», і вони з Малюка йдуть гуляти по дахах.
На своєму шляху герої зустріли двох злодюг, які залізли на горище і почали красти там білизну. Щоб провчити крадіїв, Карлсон маскується під привида і починає полювання, раз у раз дражнить і залякує їх. Так і вийшло: тікаючи від «привида», злодії кинули білизну.
Перемігши злодіїв, Малюк і Карлсон присіли відпочити. І тут за Малюком приїхали пожежники та зняли його з даху (ким були викликані пожежники — сюжет замовчує). Тим часом Карлсон знаходить пристойний привід, щоб відлетіти додому. Перед сном мама розмовляє з Малюком: вона каже синові, що ні за які скарби, навіть за «сто тисяч мільйонів», батьки не розлучаться з ним. Прийнявши це всерйоз, Малюк радиться з татом із приводу придбання собаки за якусь частину тих «ста тисяч мільйонів».
Настав день народження Малюка. Йому виповнилося 8 років. Але коли він поліз під ліжко, то з явним переживанням запитав тата: «А собаки не буде?…». Тато згадав і сам себе лаяти почав, промовивши банальну фразу "Спокійно, тільки спокійно! ". Батьки одразу йдуть за собакою. Сильно засмутившись, Малюк уткнувся головою в подушку (він не знав, що батьки просто забули покласти собаку). Але тут з'являється Карлсон, і Малюк радіє його появі. Коли Малий сказав, що пригощатиме Карлсона тортом із вісьма свічками, той відкинув частування, скинув усі свічки з торта і запропонував зробити так: «вісім пирогів і одна свічка». Малюк одразу ж схлипнув, що не в пирогах щастя, і скаржиться на те, що йому собаку не дарують. Карлсон дуже здивувався: не бажав появи «конкурента». Раптом за дверима лунає гавкіт щеняти, і Малюк іде туди. А там він знаходить справжнє цуценя і радіє йому. Він хотів показати його Карлсону, але останній відлетів через образу (у серії «Карлсон повернувся» з'ясовується, що він відлетів не через образу, а йому треба було до своєї бабусі). Сподіваючись, що Карлсон повернеться, Малий всю ніч простояв біля вікна.

## Творці
- Автор сценарію — Борис Ларін
- Режисер — Борис Степанцов
- Художники-постановники: Анатолій Савченко, Юрій Бутирін
- Композитор — Геннадій Гладков
- Оператор — Михайло Друян
- Асистент оператора — М. Наяшкова
- Звукооператор — Борис Фільчиков
- Монтажер — В. Турубінер
- Помічник режисера — Є. Шилова
- Художники-мультиплікатори: Юрій Бутирін, Рената Міренкова, Ольга Орлова, Віктор Шевков, Світлана Жутовська, Анатолій Солін, Олег Сафронов, Віктор Лихачов, Антоніна Альошина, Мстислав Купрач
- Художники: Гелій Аркадьєв, Микола Єрікалов, Ірина Світлиця, Олена Танненберг, Інна Пшенична, Лера Рибчевська
- Редактор — Раїса Фричинська
- Директор картини А. Зоріна

## Ролі озвучували
- Клара Рум'янова — Малюк
- Василь Ліванов — Карлсон, тато Малюка
- Валентина Леонтьєва — мама Малюка (у титрах не вказано)
- Марія Виноградова — хлопчик-забіяка, власник цуценя (у титрах не вказано)

## Нагороди та визнання
- 1970 — 1-а премія з розділу мультиплікаційних фільмів на IV ВКФ у Мінську[2] .
- Малюк та Карлсон зображені на поштовій марці Росії 1992 року.
- Кадр із мультфільму зображений на поштовій марці Росії 2012 року.

## Про фільм
В одному з інтерв'ю з художником А. М. Савченком, постановником низки мультиплікаційних фільмів Б. Степанцова, він розповів про створення образу головного героя фільму:

- Питання: Анатолію Михайловичу, а хто придумав образ Карлсона?
- Відповідь: Карлсон цілком і повністю моє образотворче рішення. Переді мною був лише текст і більше нічого. Як і у всіх інших випадках, я зробив розкадрування фільму, намалював персонажів, а потім здав свою роботу творчій групі. Її прийняли та приступили до зйомок. Художник завжди творить з порожнього місця, з нічого, працює лише його фантазія. Саме від нього залежить образотворчий ряд фільму. Але, на жаль, у кіно за іменами знають лише режисерів і усі удачі приписують їм одним. Адже без художника мультиплікації немає і не може бути.
- Питання: А Ліванова на роль Карлсона хтось знайшов?
- Відповідь: Випадок. Тут теж пробувалися багато, навіть Олексій Грибов. А Вася Ліванов часто до нас у групу заходив, у шахи грав. Борис йому поскаржився, що ніяк не вдається знайти головного героя, і раптом Вася каже: Давай я спробую! Пішли до студії, записали, і всім сподобалося. Причому у ролі Карлсона Ліванов пародіював знаменитого режисера Григорія Рошаля. Експромти завжди кращі, ніж типажі, притягнуті за вуха.

## Відмінності від книг Астрід Ліндгрен
У трилогії Ліндгрен Малюк — досить розпещена дитина, кохана і батьками, і друзями (Крістером і Гуніллою). Однак у радянському мультфільмі він постає самотнім хлопчиком, який взагалі не має жодних друзів і обділеним батьківським увагою. Мама Малюка в книзі — домогосподарка, і фрекен Бок наймають лише на час її від'їзду на лікування; у фільмі ж мама, як і більшість радянських жінок, ходить на роботу, що посилює самоту героя. Відповідно, і образ Карлсона в мультфільмі істотно пом'якшений: він швидше виглядає кумедним жартівником, ніяк не бажаючим розлучатися з дитинством, ніж відчайдушним пустуном-пустуном.
Попри мультфільм, у книзі ніде не згадано, що найулюбленіша їжа Карлсона — варення. Згідно з книгою, найулюбленіші страви Карлсона — м'ясні тефтелі та торт зі збитими вершками, а також інші торти та тістечка. Крім того, в оригінальній книзі у фрекен Бок немає жодних домашніх тварин (на відміну від кішки Матильди у радянській екранізації) і вона ніколи не ладнала з Карлсоном.
Карлсон ніколи не ревнував Маля до його собаки, як це було в радянському мультфільмі. Ревнощі виявлялися до його друзів — Крістера і Гунілли.
Знаменита фраза із мультфільму: «Продовжуємо розмову!» (у перекладі Л. Л. Лунгіної — «Продовжимо розмову!») У Астрід Ліндгрен у повісті звучить більш логічно і анітрохи не смішно, тому що Карлсон вимовляє її справді в середині розмови, вже після знайомства з Малюком. У мультфільмі ця фраза набагато комічніша, оскільки Карлсон говорить її практично на самому початку бесіди, тільки-но приземлившись на підвіконня. У мультфільмі відсутня сцена з дитиною Гюль-фією.

## Музика
Окрім музики Геннадія Гладкова, у фільмі використана музична композиція, що звучить під час нападу привида на шахраїв — не вказана в титрах мелодія «House of Horrors» Мерва Гріффіна (1962), виконана оркестром «Charles Grean Orchestra» і являє собою обробку з " Бляски смерті " Сен-Сансу та траурного маршу Шопена .